# Христина Вуковић
Христина Вуковић српска је и црногорска кантауторка и психолог.

## Биографија
Христина је рођена у Београду где живи и ради. Пореклом је из Црне Горе. Завршила је психологију.
Учествовала је у такмичењу Икс Фактор Адриа. Први сингл објављује 2014. године. Године 2023. објављује своји први албум под називом Бедем у издању ПГП РТС-а. Са истоименом песмом представиће се на Песми за Евровизију 2024. године. Промоција дебитантског албума одржана је у Студију 6 Радио Београда. Пратећи је вокал у бенду Жељка Јоксимовића. По оцени Фондације Милана Младеновића 2019. године Христинина песма Казаљка била међу 12 најбољих ауторских композиција на простору бивше Југославије.

## Дискографија

### Албуми
- Бедем (2023)

### Синглови
- Deep Waters (2014)
- Усамљени људи (2023)
- Сами заједно (2023)
- Касним (2023)
- Децембар (2023)
- Бедем (2023)